# Heinrich Kuntzen

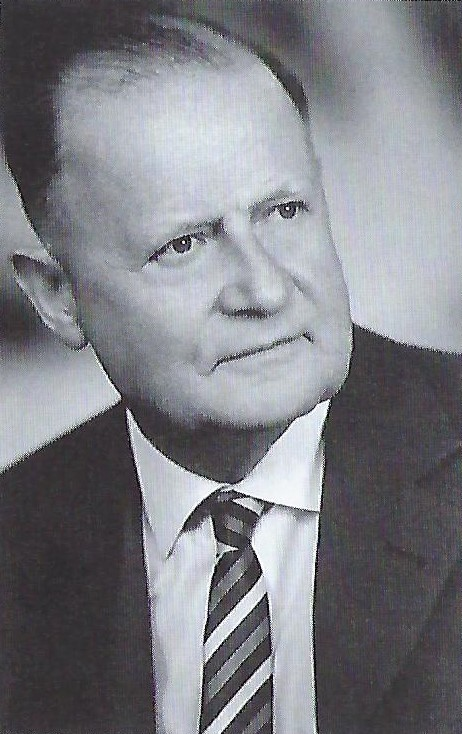
Heinrich Kuntzen

Heinrich Kuntzen (* 11. Januar 1893 in Hannoversch Münden; † 9. Mai 1977 in Jena) war ein deutscher Chirurg und Hochschullehrer.

## Leben
Ab 1913 studierte Kuntzen an der Albert-Ludwigs-Universität Freiburg und der Ludwig-Maximilians-Universität München Medizin. Nachdem er von 1914 bis 1918 am Ersten Weltkrieg teilgenommen hatte, wechselte er 1919 an die Universität Rostock. Mit einer Doktorarbeit in der Pathologie wurde er 1920 zum Dr. med. promoviert. Er war seit 1921 Assistent bei seinem Doktorvater Werner Hueck und ging mit ihm an die Universität Leipzig. 1923 heiratete er Elisabeth Becker. Bei Erwin Payr durchlief er die Ausbildung in Chirurgie. 1929 habilitiert, war er sieben Jahre Privatdozent. Von 1936 bis 1945 war er nichtplanmäßiger a.o. Professor in Leipzig. 1939 wurde er Leiter der Chirurgischen Klinik der Städtischen Kliniken Chemnitz. Als Oberfeldarzt der Wehrmacht kam er in amerikanische Kriegsgefangenschaft. Von 1945 bis 1951 leitete er die chirurgische Abteilung des Stadtkrankenhauses am Küchwald in Chemnitz. Die Friedrich-Schiller-Universität Jena im Land Thüringen (1920–1952) berief ihn 1951 auf den Lehrstuhl für Chirurgie. Elf Jahre war er Direktor der chirurgischen Universitätsklinik. Ab 1955 war er korrespondierendes, ab 1959 ordentliches Mitglied der Deutschen Akademie der Wissenschaften zu Berlin.

## Ehrungen
- Wahl in die Deutsche Akademie der Naturforscher Leopoldina (1958)[6]
- Ordentliches Mitglied der Akademie der Wissenschaften der DDR (1972)